# Hi-Fi Rush
Hi-Fi Rush é um jogo eletrônico de ação e ritmo desenvolvido pela Tango Gameworks e publicado pela Bethesda Softworks. Ele foi lançado mundialmente em 25 de janeiro de 2023, para Windows e Xbox Series X/S. Uma versão para PlayStation 5 foi lançada em 19 de março de 2024. A história do jogo acompanha o autoproclamado “futuro astro do rock” Chai, cujo aparelho de som é acidentalmente embutido em seu peito durante uma cirurgia cibernética experimental, permitindo que ele lute ritmicamente e perceba novamente o mundo por meio da sinestesia ambiental. Rotulado como um “defeito” e perseguido pela corporação que o transformou, Chai se une a novos amigos para derrotar os executivos da empresa e acabar com seus planos.
A jogabilidade de Hi-Fi Rush se diferencia de outros exemplos do gênero de ação. A relação de Chai com seu tocador de música faz com que ele próprio, os inimigos ao redor e os objetos do ambiente se movam em sincronia com a batida da trilha sonora do jogo. O combate envolve a conexão bem-sucedida de “golpes de batida”, encadeando ataques no ritmo da música, sendo recompensado com maior produção de dano e classificação de nível final se os jogadores conseguirem fazer isso com sucesso. Além da jogabilidade de ação do personagem, o título apresenta vários minijogos baseados em ritmo que aproveitam as pistas de áudio do jogo para interações na tela e quebra-cabeças. A progressão ocorre em vários estágios lineares que misturam segmentos de plataforma e encontros em forma de arena com inimigos e mini-chefes, além de uma luta de chefes temática com os vários executivos da corporação. Além disso, Chai pode ser equipado com melhorias e movimentos adicionais que são desbloqueados gradualmente por meio de itens colecionáveis no jogo ou de dinheiro investido neles. A trilha sonora do jogo inclui canções licenciadas de bandas como The Black Keys e Nine Inch Nails.
Hi-Fi Rush foi idealizado por uma equipe menor da Tango Gameworks quando eles estavam terminando The Evil Within 2, em 2017, a partir de um desejo interno de expandir a desenvolvedora para fora do gênero de survival horror com o qual eles eram anteriormente associados. O jogo entrou em produção completa no ano seguinte. Seu estilo e apresentação foram inspirados principalmente nos filmes do diretor Edgar Wright. O desenvolvimento do jogo foi mantido em segredo pela Tango e pela Bethesda devido a preocupações com as expectativas dos jogadores em relação às diferenças de tom e de jogabilidade dos lançamentos anteriores.
O jogo foi aclamado pela crítica especializada após o lançamento, com jornalistas elogiando o estilo visual, a direção de arte, o humor, os personagens e o combate, embora alguns tenham criticado a repetição, o design de níveis e a trilha sonora limitada. Hi-Fi Rush foi o último jogo desenvolvido pela Tango Gameworks como um estúdio da Bethesda e da empresa mãe Microsoft Gaming antes de seu fechamento em maio de 2024. O estúdio foi revivido sob a propriedade da Krafton em agosto de 2024, que também adquiriu os direitos da licença de Hi-Fi Rush da Microsoft, com planos de desenvolver outros jogos e explorar outros projetos. Os direitos de publicação do jogo original, bem como dos títulos anteriores do Tango, permanecem com a Microsoft e a Bethesda.

## Jogabilidade
Hi-Fi Rush é um jogo de ação e ritmo em que o protagonista Chai, seus inimigos e partes do ambiente se movem de acordo com a batida. Não é necessário atacar no ritmo, pois as ações se sincronizam automaticamente com a música; porém, se os botões forem pressionados no momento certo, os jogadores são recompensados com um dano maior e finalizações de combos sincronizadas causam dano adicional. Um movimento de defesa permite que os jogadores impeçam os ataques inimigos pressionando o botão no momento exato dos ataques. Além da mecânica de ação beat 'em up, há também elementos de minijogo baseados em ritmo, onde os jogadores repetem sinais conforme a necessidade ou pressionam botões em sequência rítmica com base nos sinais na tela. O jogo transcorre em vários estágios lineares, representando várias divisões da corporação antagonista. Cada divisão é baseada em um estilo musical específico, e Chai se envolve em batalhas contra chefes em vários pontos.
Além do combate, o jogo também apresenta alguns elementos de jogos de plataforma, bem como um sistema de melhorias para desbloquear novos movimentos, habilidades e vantagens que podem ser comprados com engrenagens, uma moeda do jogo obtida em combate ou explorando níveis. Melhorias permanentes para o medidor de saúde e especial também aparecem nas fases como itens coletáveis. Concluir o jogo uma vez desbloqueia recursos extras, como a capacidade de revisitar níveis passados e áreas anteriormente inacessíveis, uma nova configuração de dificuldade e a Rhythm Tower, um modo de sobrevivência semelhante ao Bloody Palace da série Devil May Cry.

## Enredo
Chai, um homem de 25 anos com um braço direito debilitado e o sonho de se tornar um astro do rock, chega ao campus da Vandelay Technologies para ser voluntário no Projeto Armstrong, um programa de testes para a substituição cibernética de membros. Sem o conhecimento de Chai, o CEO Kale Vandelay secretamente designa Chai para ser um coletor de lixo para o gerenciamento de resíduos da empresa. Quando o processo de substituição do membro de Chai está prestes a começar, Kale joga fora o tocador de música de Chai, que acidentalmente cai no peito de Chai e se incorpora a ele durante o processo, fazendo com que Chai sinta uma conexão musical com o ambiente ao seu redor. Como resultado do acidente causado pelo descuido de Kale, Chai é rotulado como um defeito e as forças de segurança robóticas da instalação o perseguem.
Chai descobre que seu novo braço pode usar um bastão eletromagnético, originalmente destinado à coleta de lixo, que ele usa para criar uma arma semelhante a uma guitarra. Enquanto procura uma maneira de escapar, ele encontra um gato robótico chamado 808. Ele é ajudado por uma aliada invisível, Peppermint, que se comunica por meio do gato robótico e é guiada até seu esconderijo. Lá, ela se oferece para ajudar Chai a escapar se ele concordar em ajudá-la a investigar uma conspiração - fornecida a ela por uma fonte pessoal - por trás do Projeto Armstrong, levando os dois a formarem, com relutância, uma aliança.
Pouco tempo depois, Chai ajuda Peppermint a obter acesso a um computador executivo da Vandelay e aprende sobre o SPECTRA, um programa de IA que usa os implantes cibernéticos do Projeto Armstrong como porta de entrada para o controle da mente. Os dois elaboram um plano para acessar e desativar o SPECTRA, obtendo as chaves de acesso de cada um dos executivos da empresa, incluindo Kale. À medida que perseguem seus alvos, recrutam mais aliados, incluindo o ex-chefe de P&D (e fonte interna de Peppermint) Macaron e seu parceiro robô psicólogo CNMN (pronuncia-se “Cinnamon”) e, por fim, a chefe de segurança de Vandelay, Korsica, depois que Kale atenta contra sua vida por ter descoberto a verdadeira natureza da SPECTRA. Ao explorar um museu da Vandelay Technologies, Peppermint revela que sua mãe é Roxanne Vandelay, a fundadora da empresa, o que faz de Kale seu irmão mais velho. Há algum tempo, Roxanne havia incentivado Peppermint a sair de casa e encontrar seu próprio caminho, mas ela voltou depois da súbita ascensão de Kale a CEO por suspeitar que algo estava errado.
Enquanto o grupo persegue Kale, seu alvo final, eles encontram Roxanne, mas descobrem que ela está sendo controlada por Kale por meio da SPECTRA. Kale encurrala o grupo e explica que planeja usar o Projeto Armstrong para controlar os hábitos de compra dos usuários e aliviar o estresse do consumismo. Chai liberta a si mesmo e a seus aliados da armadilha enquanto eles confrontam e lutam contra Kale. Com Kale derrotado, eles usam todas as cinco chaves de acesso e a senha de Korsica para desligar a SPECTRA, libertando Roxanne de seu controle. Depois disso, Roxanne é reintegrada ao cargo de CEO da Vandelay Technologies, Peppermint se reconcilia com a mãe e Chai recebe a oferta de um emprego como embaixador do Projeto Armstrong na empresa, enquanto Macaron e Korsica recuperam seus antigos empregos. Mais tarde, Chai e seus amigos se reúnem para ver o pôr do sol enquanto ele pratica violão, para que ele tenha uma carreira alternativa caso seu novo emprego não dê certo.
Os eventos após a história principal revelam portas misteriosas no campus. Depois que Chai as investiga, Peppermint descobre uma sala secreta sob a Vandelay Tower, que abriga uma segunda unidade SPECTRA. Depois que Chai passa pelos desafios da sala, ele encontra a unidade, mas descobre que a SPECTRA estava programada para reiniciar sozinha, usando os esforços do grupo como plataforma de lançamento para a empreitada. A IA, que aparece como uma réplica de Kale, revela que a ativação era um plano de emergência para o caso de os planos de Kale serem frustrados. No entanto, a SPECTRA é desligada abruptamente depois que um robô de limpeza puxa acidentalmente o plugue de energia. Chai declara que o problema foi resolvido e deixa um aviso para não tocar no plugue.

## Desenvolvimento
Em uma entrevista em março de 2022 com a Famitsu, o fundador da Tango Gameworks e produtor executivo Shinji Mikami mencionou que pretendia que a empresa se aventurasse fora do gênero survival horror e incentivasse criadores de jogos mais jovens. Ele também deu as primeiras pistas sobre seu próximo lançamento, afirmando que o próximo jogo do diretor de The Evil Within 2, John Johanas, seria “o completo oposto do gênero de terror”. Johanas mais tarde descreveu Hi-Fi Rush como uma ideia de “jogo dos sonhos” que ele tinha em sua mente desde “muito, muito tempo atrás”. Ele inicialmente apresentou o título a Mikami após concluir os trabalhos em The Evil Within 2 em 2017. Depois disso, uma pequena equipe criou uma demonstração interna para ajudar a apresentar o jogo aos superiores da Bethesda. O jogo foi inspirado em Shaun of the Dead (2004) e em outros filmes de Edgar Wright.
Hi-Fi Rush entrou em produção em 2018, paralelamente a Ghostwire: Tokyo. Como parte da estratégia da Bethesda, o desenvolvimento foi mantido em segredo, antes do anúncio público do lançamento do jogo. Isso foi, em parte, para evitar ceticismo e expectativas equivocadas, já que o título foi uma grande mudança tanto para a desenvolvedora quanto para a editora. Após a compra da Bethesda pela Microsoft, a equipe de marketing sugeriu que o Game Pass poderia oferecer uma solução, diminuindo a barreira de entrada e permitindo que o jogo gerasse interesse pelo boca a boca.
Hi-Fi Rush foi anunciado no Xbox and Bethesda Developer_Direct em 25 de janeiro de 2023. A aparição do jogo foi uma surpresa, embora o título e o logotipo tivessem vazado na Internet um dia antes do evento. Depois de exibir o trailer e algumas imagens de jogabilidade, a Tango Gameworks anunciou que o jogo seria lançado no mesmo dia para Windows e Xbox Series X/S. O jogo recebeu sua última atualização para Xbox em maio de 2024 e os desenvolvedores confirmaram que uma edição física ainda estava em andamento por meio da Limited Run Games.

### Localização
Além da dublagem original em japonês e da dublagem em inglês, Hi-Fi Rush também foi totalmente localizado para português brasileiro. Incumbidos da dublagem foram o estúdio UniDub, com direção de Glauco Marques, Wilken Mazzei e Pedro Alcântara.
| Personagem       | Dublador(a) em japonês | Dublador(a) em inglês | Dublador(a) em português |
| ---------------- | ---------------------- | --------------------- | ------------------------ |
| Chai             | Hiro Shimono           | Robbie Daymond        | Marcus Pejon             |
| Peppermint       | Toa Yukinari           | Erica Lindbeck        | Bia Dellamonica          |
| Macaron          | Yasuhiro Mamiya        | Gabe Kunda            | Cassiano Ávila           |
| CNMN             | Hiroyuki Yoshino       | Sunil Malhotra        | Renato Soares            |
| Korsica          | Yū Kobayashi           | Sarah Elmaleh         | Kandy Kathy Ricci        |
| Kale Vandelay    | Takehito Koyasu        | Roger Craig Smith     | Dláigelles Silva         |
| Rekka            | Kimiko Saito           | Misty Lee             | Adriana Pissardini       |
| Zanzo            | Wataru Takagi          | Todd Haberkorn        | Wallace Soares           |
| Mimosa           | Kikuko Inoue           | Camilla Arfwedson     | Marli Bortoletto         |
| Roquefort        | Fumihiko Tachiki       | David Fane            | Dalton Barone            |
| Roxanne Vandelay | Naoko Kouda            | Ranhuma Panthaky      | Rosana Beltrame          |

### Música
A trilha sonora original do jogo foi criada pelo antigo compositor da Konami Shuichi Kobori, pelo antigo compositor da Capcom Reo Uratani, e pelo designer de som da Tango Gameworks, Masatoshi Yanagi. Hi-Fi Rush usa dez faixas musicais licenciadas ao longo da história: “Lonely Boy”, da banda The Black Keys, “1,000,000” e “The Perfect Drug”, da banda Nine Inch Nails, “Free Radicals”, da banda The Flaming Lips, “Inazawa Chainsaw”, da banda Number Girl, "Fast as You Can", de Fiona Apple, “Invaders Must Die”, da banda The Prodigy, “Wolfgang's 5th Symphony”, de Wolfgang Gartner, “Whirring”, da banda The Joy Formidable, e “Honestly”, da banda Zwan. A Bethesda Softworks também criou uma lista de reprodução oficial no Spotify com a maioria dessas faixas.
Para evitar problemas como restrições de direitos autorais no YouTube, o jogo inclui uma opção para substituir todas as músicas licenciadas por faixas originais semelhantes interpretadas pela banda The Glass Pyramids.

## Recepção
Hi-Fi Rush recebeu análises "geralmente favoráveis" da crítica especializada para suas versões para Xbox Series X/S e PlayStation 5 e "aclamação universal" para sua versão para Windows, segundo o agregador de críticas Metacritic.
Jordan Middler, da Video Games Chronicle, disse que Hi-Fi Rush “transborda estilo e confiança”, embora haja “um design de níveis repetitivo e jogabilidade de plataforma desajeitada”, com uma classificação de 4 de 5 estrelas. Jesse Norris, do XboxEra, elogiou o combate, chamando-o de sublime, mas “pode se tornar difícil de ler à medida que a tela se enche de caos total”, dando-lhe uma pontuação de 9,5 de 10. Diego Nicolás Argüello, da Polygon, chamou a animação de deslumbrante e o estilo de arte no estilo Jet Set Radio de vívido e cativante.
Giovanni Colantonio, da Digital Trends, foi muito positivo em sua análise do título, chamando-o de “o projeto mais confiante, estiloso e surpreendente da Tango Gameworks até hoje”. Por outro lado, Tyler Colp, da PC Gamer, fez uma análise mais mista, achando o jogo promissor em seu conceito, mas mediano no gênero de ação, e considerou sua lista de músicas limitada e ultrapassada.

### Vendas
O jogo atingiu 2 milhões de jogadores em março de 2023, o que foi calculado com base em uma combinação de vendas digitais e assinaturas do Game Pass baixadas. Em agosto de 2023, o jogo atingiu 3 milhões de jogadores entre cópias compradas e assinaturas do Game Pass.

### Prêmios e indicações
| Ano  | Premiação                     | Categoria                               | Resultado | Ref.          |
| ---- | ----------------------------- | --------------------------------------- | --------- | ------------- |
| 2023 | CEDEC Awards                  | Prêmio de Som                           | Venceu    | [ 40 ]        |
| 2023 | Golden Joystick Awards        | Jogo do Ano                             | Indicado  | [ 41 ]        |
| 2023 | Golden Joystick Awards        | Melhor Design Visual                    | Indicado  | [ 41 ]        |
| 2023 | Golden Joystick Awards        | Melhor Áudio                            | Indicado  | [ 41 ]        |
| 2023 | Golden Joystick Awards        | Jogo de Xbox do Ano                     | Indicado  | [ 41 ]        |
| 2023 | The Game Awards 2023          | Melhor Direção de Arte                  | Indicado  | [ 42 ]        |
| 2023 | The Game Awards 2023          | Melhor Trilha Sonora e Música           | Indicado  | [ 42 ]        |
| 2023 | The Game Awards 2023          | Melhor Design de Som                    | Venceu    | [ 42 ]        |
| 2023 | The Game Awards 2023          | Melhor Jogo de Ação                     | Indicado  | [ 42 ]        |
| 2023 | The Game Awards 2023          | Inovação em Acessibilidade              | Indicado  | [ 42 ]        |
| 2024 | New York Game Awards          | Prêmio Big Apple de Jogo do Ano         | Indicado  | [ 43 ] [ 44 ] |
| 2024 | New York Game Awards          | Prêmio Tin Pan Alley para Melhor Música | Venceu    | [ 43 ] [ 44 ] |
| 2024 | D.I.C.E. Awards               | Jogo de Ação do Ano                     | Indicado  | [ 45 ] [ 46 ] |
| 2024 | D.I.C.E. Awards               | Conquista em Animação                   | Indicado  | [ 45 ] [ 46 ] |
| 2024 | D.I.C.E. Awards               | Conquista em Design de Som              | Indicado  | [ 45 ] [ 46 ] |
| 2024 | Game Developers Choice Awards | Melhor Áudio                            | Venceu    | [ 47 ] [ 48 ] |
| 2024 | Game Developers Choice Awards | Melhor Design                           | Indicado  | [ 47 ] [ 48 ] |
| 2024 | Game Developers Choice Awards | Prêmio de Inovação                      | Indicado  | [ 47 ] [ 48 ] |
| 2024 | Game Developers Choice Awards | Melhor Arte Visual                      | Indicado  | [ 47 ] [ 48 ] |
| 2024 | Game Developers Choice Awards | Prêmio da Audiência                     | Indicado  | [ 47 ] [ 48 ] |
| 2024 | British Academy Games Awards  | Animação                                | Venceu    | [ 49 ] [ 50 ] |
| 2024 | British Academy Games Awards  | Conquista em Áudio                      | Indicado  | [ 49 ] [ 50 ] |
| 2024 | British Academy Games Awards  | Família                                 | Indicado  | [ 49 ] [ 50 ] |
| 2024 | British Academy Games Awards  | Nova Propriedade Intelectual            | Indicado  | [ 49 ] [ 50 ] |

## Futuro
Em 6 de maio de 2024, a Microsoft Gaming, que controla a ZeniMax Media, controladora da Bethesda Softworks e de suas equipes de desenvolvimento, anunciou que estava fazendo mudanças organizacionais na editora que envolviam o fechamento de quatro estúdios sob o controle da Bethesda, incluindo a Tango Gameworks. O chefe do Xbox Game Content and Studios, Matt Booty, explicou que o fechamento das equipes mencionadas refletia uma iniciativa para priorizar o que a Microsoft considerava “títulos de alto impacto”, o que incluía mais investimentos em franquias estabelecidas no portfólio da Bethesda. Quando entrevistada pela Bloomberg Technology pouco tempo depois, a chefe do Xbox, Sarah Bond, abordou o fechamento da Tango mais especificamente, sugerindo que uma avaliação dos critérios de sucesso em uma base jogo a jogo levou à decisão. Apesar do fechamento da Tango, Booty especificou internamente a necessidade de o Xbox abrigar o desenvolvimento de jogos de baixo custo com potencial para garantir “prestígio e prêmios”, como Hi-Fi Rush. A Limited Run Games, que havia anunciado anteriormente planos para distribuir um lançamento físico do jogo para PlayStation 5 e Xbox Series X/S em fevereiro, garantiu que o título ainda seria lançado conforme programado. A Tango Gameworks foi oficialmente fechada pela Microsoft em 14 de junho de 2024. Na época da confirmação de seu fechamento, a Bloomberg News e outros meios de comunicação informaram que a Tango havia apresentado à Microsoft e à Bethesda uma sequência de Hi-Fi Rush, mas foi recusada porque os executivos acharam que o fechamento da desenvolvedora facilitaria simultaneamente a comunicação com menos equipes espalhadas pelo mundo e liberaria recursos para outros empreendimentos.
Em 12 de agosto de 2024, a editora Krafton anunciou que havia chegado a um acordo para reviver e adquirir a Tango Gameworks em sua totalidade da Microsoft e da Bethesda, em uma tentativa de ampliar sua presença global por meio do investimento em um estúdio japonês. A aquisição coincidiu com a obtenção, pela Krafton, dos direitos totais da licença Hi-Fi Rush, o que permitiu à Tango Gameworks continuar o desenvolvimento da franquia em potencial e, ao mesmo tempo, produzir mais projetos originais com o apoio da Krafton. Os termos da fusão não incluíram os direitos de nenhuma das propriedades anteriores da Tango Gameworks, The Evil Within ou Ghostwire: Tokyo, que permanecem  sob a propriedade da Microsoft, juntamente com os direitos de publicação do Hi-Fi Rush original. Um representante da Microsoft reiterou a intenção da empresa de trabalhar com a Krafton para garantir uma transição tranquila para a Tango Gameworks e seus desenvolvedores, que foram todos recontratados pela empresa, ao mesmo tempo em que confirmou que o acordo não afetaria a disponibilidade existente dos jogos anteriores da Tango sob a Bethesda em suas plataformas atuais, incluindo o serviço Xbox Game Pass da Microsoft.

## Ligações Externas
- Hi-Fi Rush no Site da Bethesda
- Hi-Fi Rush. no IMDb.
- Hi-Fi Rush no MobyGames